# Kapelle Peugenhammer

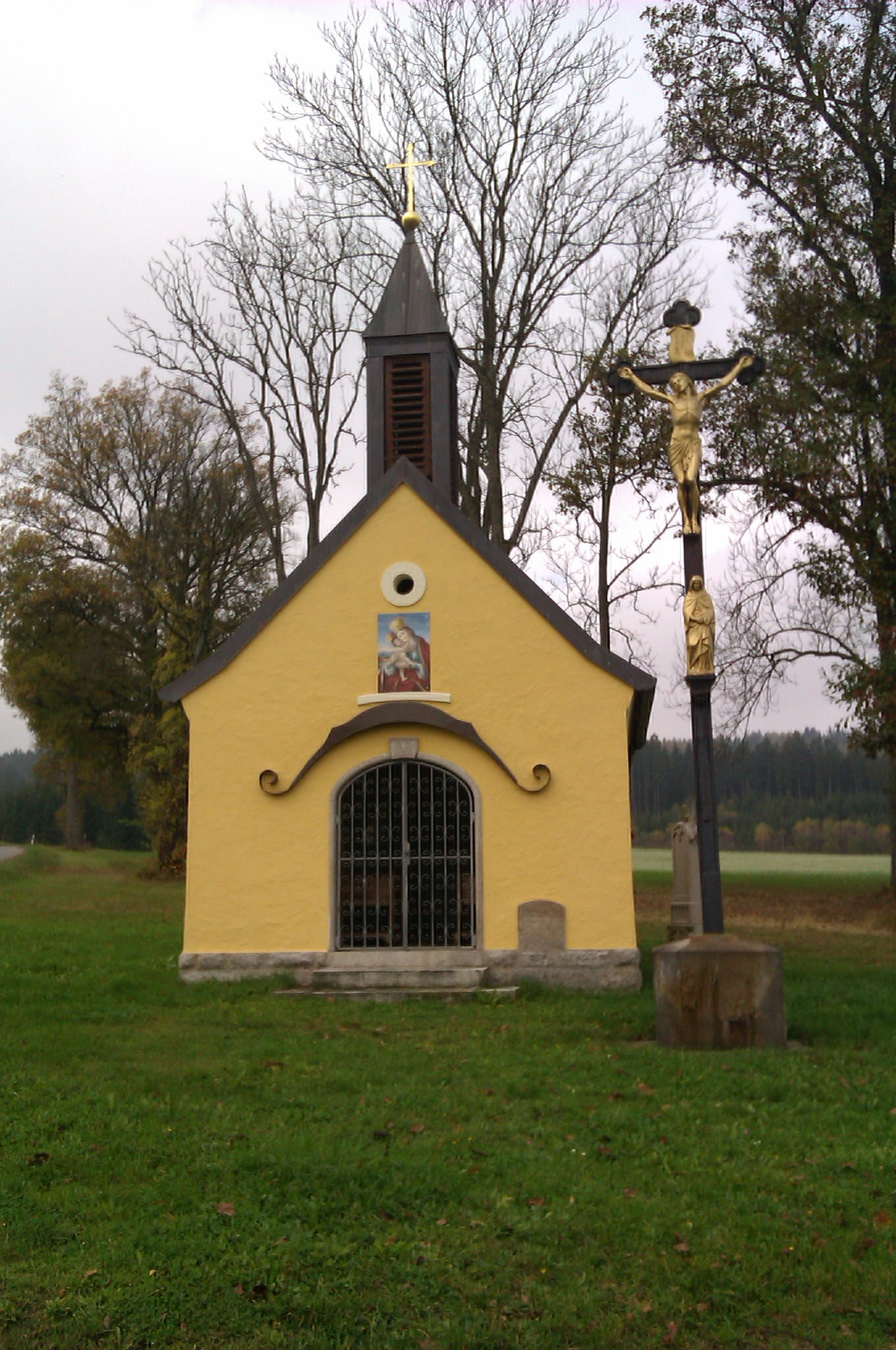
Kapelle Peugenhammer

Die denkmalgeschützte Kapelle Peugenhammer befindet sich im Ortsteil Peugenhammer der oberpfälzischen Stadt Pleystein. Sie gehört zur Pfarrei Pleystein und ist dem Patrozinium der Unbefleckten Empfängnis geweiht.

## Geschichte

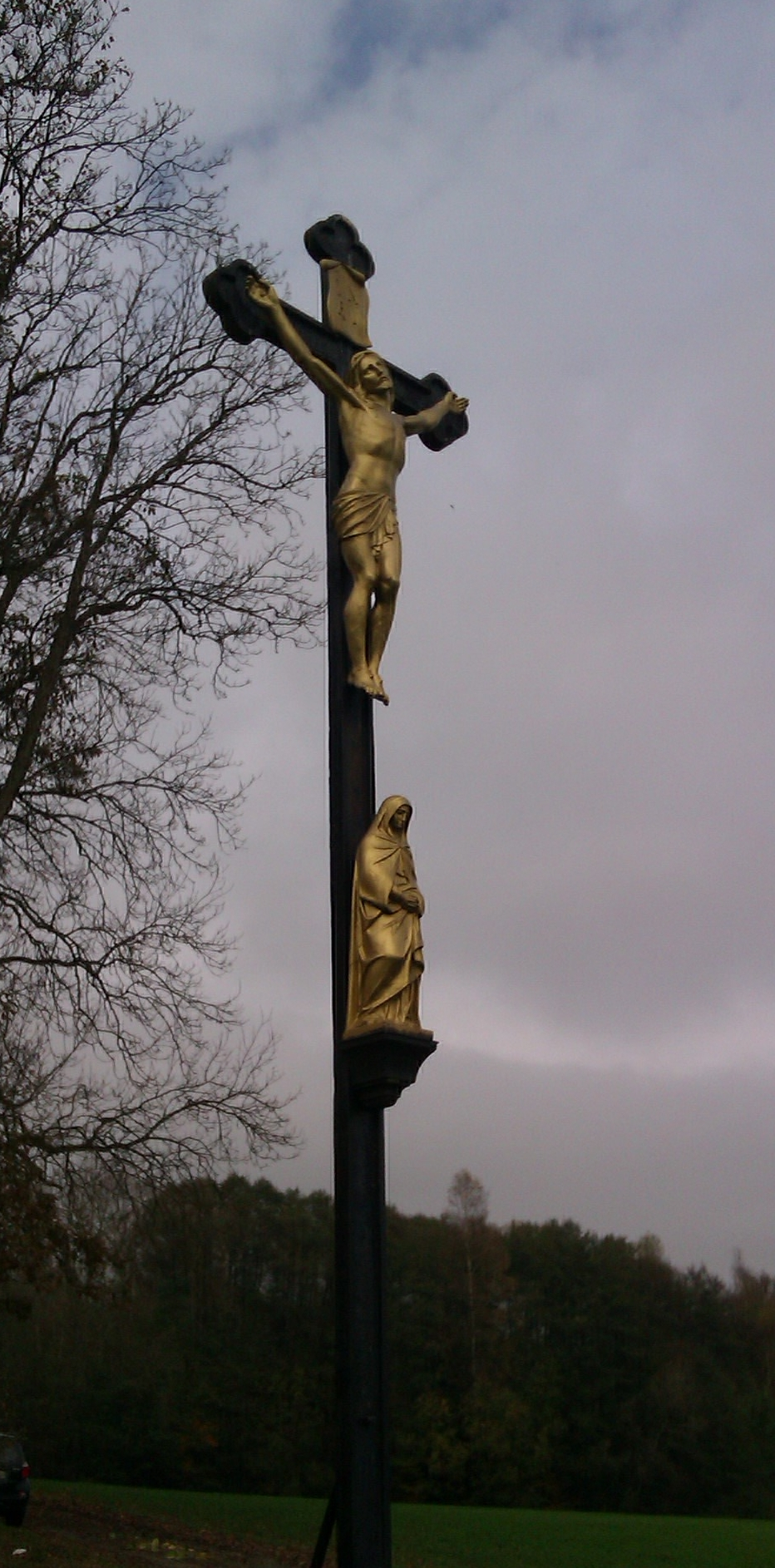
Gusseisernes Kreuz von 1899 in Peugenhammer

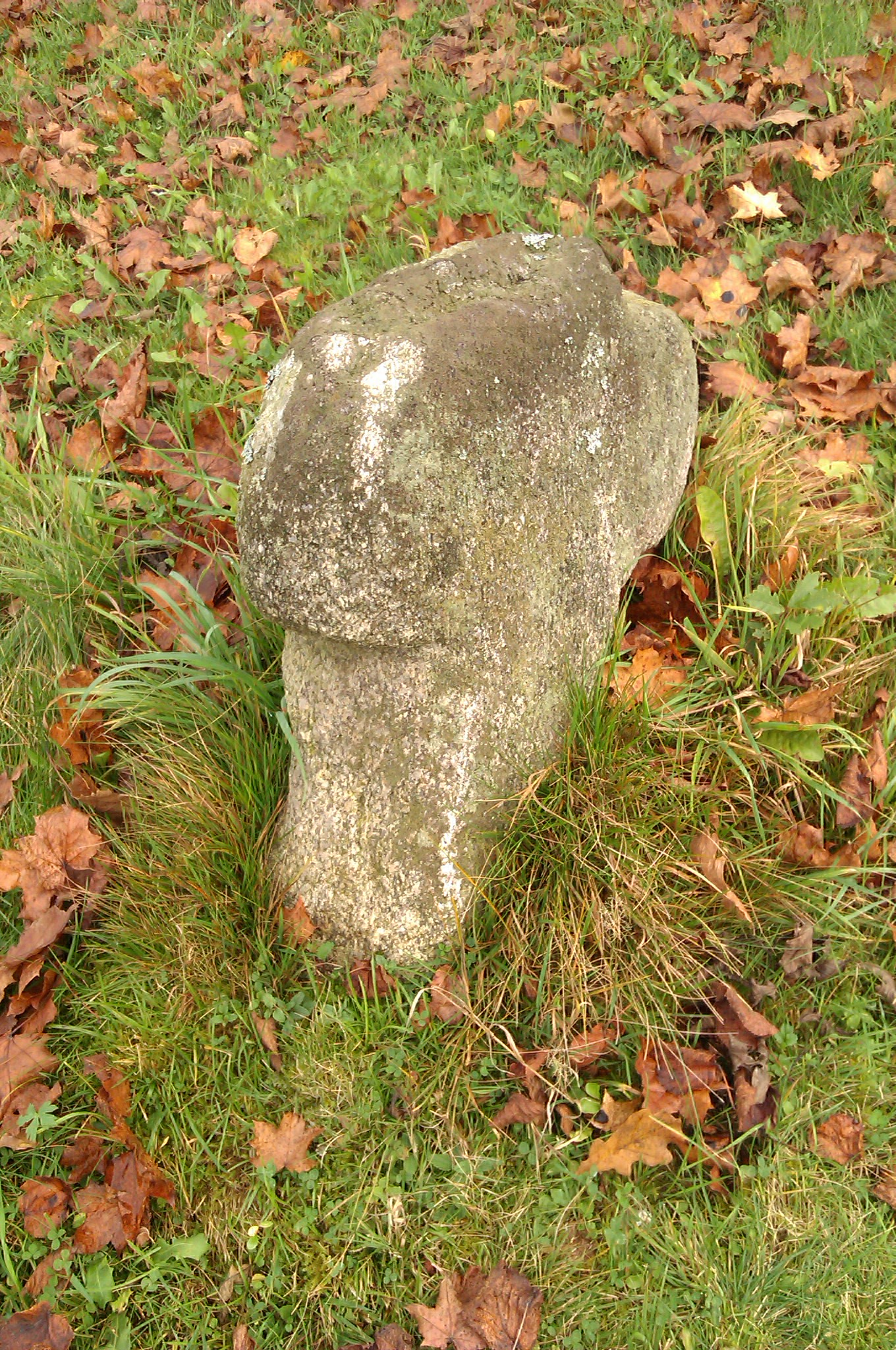
Mittelalterliches Sühnekreuz in Peugenhammer

Der Vorläuferbau zu diesem, auch Haberstumpfkapelle genannten Kirchlein ist in der Hauskapelle des ehemaligen Eisenwerks Peugenhammer zu sehen. Darüber berichtet Kooperator Troßner am 24. Januar 1866: „Im früheren Hause befand sich eine Hauskapelle, im neuerbauten wurde sie nicht mehr eingerichtet. Laut Pfarrmatrikel verstarb am 28. November 1768 daselbst der Hochw. Herr Ferdinand Enslein, Kurat in Peugenrieth, Pfarrei Altenstadt bei Voghenstrauß, im Alter von 48 Jahren.“ Von der damaligen Besitzerin Katharina Haberstumpf wurden drei alte Bilder, eines ein Altarbild die Unbefleckte Empfängnis darstellend (drei Schuh hoch und zwei breit) gefunden, ein weiteres stellte eine Mater dolorosa und ein drittes Christus am Kreuz dar. Die beiden letzteren Bilder wurden 1972 gestohlen.
Die jetzige Kapelle ließ Johann Haberstumpf 1950 erbauen. In der Nähe hatte Adam Haberstumpf 1899 ein gusseisernes Kreuz errichten lassen, gegenüber befindet sich ein spätmittelalterliches und teilweise verstümmeltes Sühnekreuz. Möglicherweise handelt es sich dabei um ein Sühnekreuz, das für Hans Dörfler errichtet wurde, der von Hans Bauer und zwei Schmiedknechten ermordet wurde.

## Baulichkeit
Die Kapelle ist ein Steildachbau mit einem dreiseitig geschlossenen Chor. Aufgesetzt ist ein Dachreiter mit einem Spitzhelm und einem vergoldeten Kreuz. Auf der Kapelle findet sich die Jahreszahl „1950“, welche das Erbauungsjahr angibt.